# فنگانگ، دونگوان
فنگانگ، دونگوان (به لاتین: Fenggang) یک شهرک در جمهوری خلق چین است که در دونگوان واقع شده‌است. فنگانگ ۸۲٫۵ کیلومتر مربع مساحت و ۲۰٬۶۳۳ نفر جمعیت دارد.